# Anna Cathcart
Anna Cathcart, née le 16 juin 2003 à Vancouver (Colombie-Britannique), est une actrice canadienne.
Elle est principalement connue pour avoir interprété Kitty Song Covey dans le film Netflix À tous les garçons que j'ai aimés (2018) ainsi que ses suites dont la série XO, Kitty (2022) et Java Tremaine dans Descendants 2 (2017) et Descendants 3 (2019).

## Biographie
Anna Cathcart est née à Vancouver où elle a grandi. Elle est moitié chinoise, moitié irlandaise . Elle a une sœur qui a cinq ans de plus qu'elle.
En 2020, Cathcart a fréquenté un lycée public,. Cathcart a décrit son expérience scolaire comme étant « … c'est comme avoir deux emplois à temps plein à la fois… ». Pendant le tournage d'Odd Squad (en), Cathcart et ses camarades étaient encadrés par blocs de deux heures. Elle a obtenu son diplôme d'études secondaires en 2021.

## Carrière
En mars 2021, il a été annoncé qu'elle reprendrait son rôle de Kitty Song  Covey dans la série XO, Kitty, spin-off de la série de films À tous les garçons que j'ai aimés,.

## Vie privée
Elle est myope et porte des lunettes. Par ailleurs, elle soutient la communauté LGBT+ et est une admiratrice de Zendaya et Michelle Obama.

## Filmographie

### Cinéma
- 2016 : Odd Squad: The Movie (en) de J. J. Johnson : l'agent Olympia
- 2018 : À tous les garçons que j'ai aimés (To All the Boys I've Loved Before) de Susan Johnson : Katherine « Kitty » Song-Covey
- 2020 : À tous les garçons : P.S. Je t'aime toujours (To All the Boys: P.S. I Still Love You) de Michael Fimognari : Katherine « Kitty » Song-Covey
- 2021 : À tous les garçons : Pour toujours et à jamais (To All the Boys: Always and Forever, Lara Jean) de Michael Fimognari : Katherine « Kitty » Song-Covey

### Télévision

#### Séries télévisées
- 2016-2019 : Odd Squad : l'agent Olympia (principale, saison 2)
- 2016-2017 : OddTube : l'agent Olympia (principale, saison 1)
- 2017 : Dino Dana : Robyn (saison 1, épisodes 3 et 4)
- 2017-2018 : Once Upon a Time : Javotte Tremaine adolescente (saison 7, épisodes 9 et 15)
- 2019 : Fast Layne : Anna (récurrente, mini-série)
- 2021 : Star Wars: Visions : Lop (voix anglophone - saison 1, épisode 8)
- depuis 2023 : XO, Kitty : Katherine « Kitty » Song-Covey (principale, 18 épisodes)

#### Téléfilms
- 2017 : Descendants 2 de Kenny Ortega : Java Tremaine
- 2018 : Odd Squad: World Turned Odd (en) de J. J. Johnson : l'agent Olympia
- 2018 : Sous l'Océan : Une histoire de Descendants (Under the Sea: A Descendants Short Story) (court-métrage) de Scott Rhea : Java Tremaine
- 2019 : Descendants 3 de Kenny Ortega : Java Tremaine
- 2021 : Spin : Pour l'amour de la musique de Manjari Makijany : Molly
- 2021 : Descendants : Le Mariage royal (Descendants: The Royal Wedding) (court-métrage) de Salvador Simó : Java Tremaine (voix)

#### Web
- 2019 : Zoe Valentine (web-série) : Zoe Valentine
- 2019 : Spring Breakaway (web-film) : Zoe Valentine
- 2020 : Letters To (web-série) : elle-même

## Voix françaises
En France, Lila Lacombe est la voix française régulière de l’actrice notamment dans les films de la saga À tous les garçons.
| - Lila Lacombe dans : - À tous les garçons que j'ai aimés - À tous les garçons : P.S. Je t'aime toujours - À tous les garçons : Pour toujours et à jamais - XO, Kitty (série télévisée) | - Clara Mullenaerts (Belgique) dans : - Descendants 2 - Sous l'Océan : Une histoire de Descendants (téléfilm) - Descendants 3 Et aussi - Sophie Pyronnet (Belgique) dans Spin : Pour l'amour de la musique - Cerise Calixte dans Star Wars: Visions (voix) |

## Récompense
| Année | Association           | Catégorie                                                                   | Titre     | Résultat | Ref.   |
| ----- | --------------------- | --------------------------------------------------------------------------- | --------- | -------- | ------ |
| 2019  | Prix Écrans Canadiens | Meilleure performance dans une émission ou une série pour enfants ou jeunes | Odd Squad | Gagné    | [ 13 ] |